# Pseudopseustis pseudamoena
Pseudopseustis pseudamoena är en fjärilsart som beskrevs av Charles Boursin 1944. Pseudopseustis pseudamoena ingår i släktet Pseudopseustis och familjen nattflyn. Inga underarter finns listade.